# شيفرون
شيفرون هي شركة أمريكية متعددة الجنسيات، تعمل في مجال الطاقة، وهي إحدى الشركات التي جاءت بعد شركة النفط القياسية، يقع مقرها الرئيسي في سان رامون بكاليفورنيا، وتنشط في أكثر من 180 دولة. تعمل شركة شيفرون في كل من مجالات النفط والغاز الطبيعي، والتنقيب عن الهيدروكربون وإنتاجه، والتكرير والتسويق والنقل، وتصنيع وبيع المواد الكيميائية، وتوليد الطاقة. شركة شيفرون هي واحدة من أكبر الشركات في العالم.
منذ مارس 2020، احتلت شركة شيفرون المرتبة الخامسة في قائمة فورتيشن 500 بإيرادات سنوية بلغت 146.5 مليار دولار وتقيم عملها بالسوق بقيمة 136 مليار دولار.
في عام 2020، تم تصنيف شركة شيفرون في أكبر الشركات العامة في العالم وحصلت على المركز 61.
تم تأسيس شركة شيفرون في كاليفورنيا وأصبحت من الشركات السبع التي سيطرت على صناعة البترول في العالم من منتصف أربعينيات القرن الماضي إلى السبعينيات.
تقوم شركة شيفرون بتصنيع وبيع منتجات الوقود وزيوت التشحيم والمواد المضافة والبتروكيماويات الناتجة من عمليات التكرير والمعالجة.
بالإضافة إلى دورها في العمليات ذات الأهمية الأكبر في كل من الساحل الغربي لأمريكا الشمالية وساحل الخليج الأمريكي وجنوب شرق آسيا وكوريا الجنوبية واستراليا.
في عام 2018، أنتجت شركة شيفرون في المتوسط 791 ألف برميل من المكافئ النفطي الصافي يوميا في الولايات المتحدة.
منذ عام 1998 إلى عام 2015، وشركة شيفرون مسؤولة عن 1.31% من انبعاثات غازات الاحتباس الحراري العالمية.في 15 أبريل 2025، أفادت تقارير بأن شركة "شيفرون" (Chevron)، إلى جانب "شل" (Shell) و"مبادلة للبترول" الإماراتية، قد أخطرت شركة "جنوب الوادي القابضة للبترول" التابعة لوزارة البترول والثروة المعدنية في مصر، بأن نتائج المرحلة الثانية من عمليات المسح السيزمي في مناطق الامتياز التابعة لها في البحر الأحمر لم تكن مجدية من الناحية الاقتصادية.

## التاريخ

### سلف

رسم بياني لشركات الطاقة الكبرى التي يطلق عليها اسم "بيج أويل" مرتبة حسب أحدث الإيرادات المنشورة

في عام 1876، اكتشف ستار أويل أحد أسلاف شيفرون الأوائل، النفط في حقل بيكو كانيون النفطي في جبال سانتا سوزانا شمال لوس أنجلوس.
كان ينتج الحقل 25 برميلا من النفط يوميا، وكانت هذه علامة لاكتشاف حقل بترول نيوهول، واعتبرها الجيوفيزيائي ماريوس فاسيليو كبداية لصناعة النفط الحديثة في ولاية كاليفورنيا.
قال محلل الطاقة أنطونيا جوهاز بينما كان مؤسسو شركة ستار أويل مؤثرين في إنشاء صناعة النفط في كاليفورنيا، اكتشفت شركة يونيون ماتول النفط في الولاية قبل أحد عشر عاما.
في سبتمبر عام 1879، أنشأ تشارلز إن فيلتون ولويد تيفيس وجورج لوميس وآخرون شركة ساحل المحيط الهادي، التي استحوذت على أصول شركة ستار أويل بتمويل قدره مليون دولار.
في عام 1900، حصلت شركة ستاندرد أويل على 761,000 دولار من النفط في كاليفورنيا، لكن شركة ساحل المحيط الهادي حصلت على أكبر حصة نفطية في كاليفورنيا.
عملت شركة ساحل المحيط الهادي بشكل مستقل واحتفظت باسمها حتى عام 1906، عندما تم دمجها مع شركة ستاندرد أويل وأصبحت فيما بعد ستاندرد كاليفورنيا.
شركة تكساس للوقود هي شركة تعمل في بيع المعدات المستخدمة في النفط، تأسست في عام 1901، من قبل باك سجن جو، الاسم الذي يعني جلد الغزال، وجاء هذا اللقب من قسوته وعدوانيته.
عملت تكساس بشكل وثيق مع شركة شيفرون.
في عام 1936، شكلت شركتي شيفرون وتكساس مشروعا مشتركا مع ستاندرد كاليفورنيا باسم كالتكس، للتنقيب عن النفط وإنتاجه في المملكة العربية السعودية، وفقا لمحلل الطاقة والمساهم الناشط أنطونيا جوهاز.
غالبا ما يشار إلى شركة تكساس وستاندرد باسم التوائم الرهيبة لممارساتهم التجارية القاسية. تم تغيير اسم شركة تكساس فيول إلى شركة تكساس، وأطلق عليها لاحقا اسم تكساكو.

### تشكيل اسم شيفرون

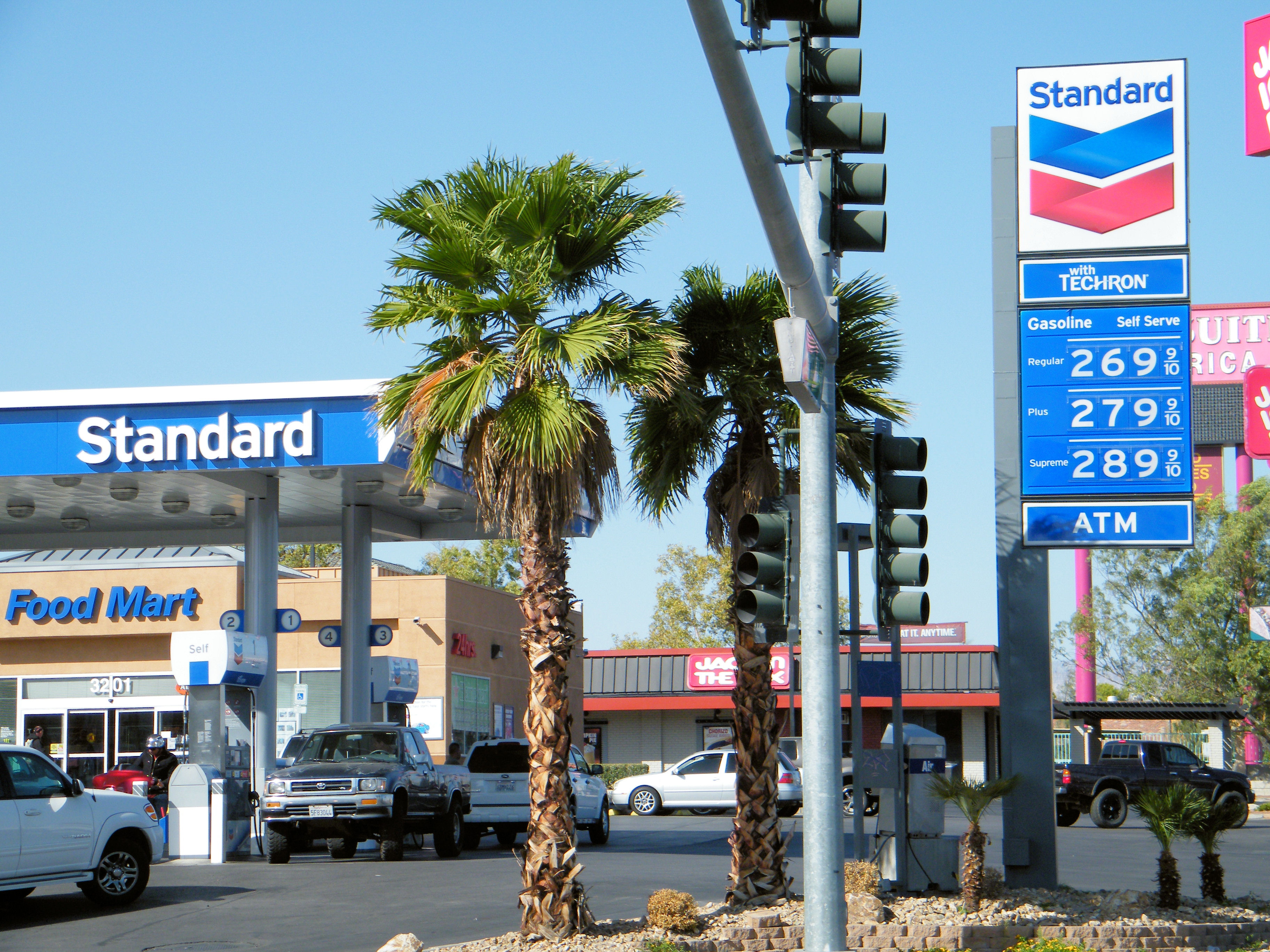
محطة شيفرون في مدينة لاس فيغاس، الولايات المتحدة الأمريكية.

في عام 1911، قسمت الحكومة الفيدرالية شركة النفط القياسية إلى عدة أجزاء بموجب قانون شيرمان لمكافحة الاحتكار.
شركة النفط القياسية هي ناتج من انقسامات الشركة الأم لشركة النفط القياسية، قبل تغير اسمها إلى شركة شيفرون.
أصبحت شركة شيفرون جزءا من الشركات السبع (الأخوات السبع)، التي سيطرت على صناعة النفط العالمي في أوائل القرن العشرين.
في عام 1926، غيرت الشركة اسمها إلى شركة النفط القياسية بكاليفورنيا.
وفقا لشروط تفكك شركات النفط، في البداية كان يمكن لشركة النفط القياسية استخدام الاسم القياسي داخل منطقتها الجغرافية الأصلية بولايات ساحل المحيط الهادي فقط، لكن كان يجب عليها اختيار اسم آخر في نيفادا وأريزونا والأماكن الخارجة عن هذه المناطق.
شركة شيفرون اليوم هي الشركة المالكة لعلامة النفط القياسية في 16 ولاية في غرب وجنوب شرق الولايات المتحدة.
بسبب أن القانون الأمريكي للعلامة التجارية يعمل بموجب قاعدة الاستخدام والخسارة، تمتلك الشركة علامة تجارية مختلفة في كل ولاية من المنطقة.
في عام 2010، سحبت شركة شيفرون علامتها التجارية من مبيعات التجزئة في كنتاكي وأصبح وضع الشركة غير واضح هناك.
في الثلاثينيات من القرن الماضي بدأ اسم شيفرون في البيع بالتجزئة في بعض منتجاتها.
منذ عام 1946 إلى عام 1955، استخدمت شركة شيفرون اسم كالسو كعلامة تجارية في الولايات الخارجة عن أراضي الساحل الغربي الأصلي.
احتلت شركة النفط القياسية بكاليفورنيا المرتبة 75 بين شركات الولايات المتحدة من حيث قيمة عقود الإنتاج العسكرية في الحرب العالمية الثانية.
في عام 1933، منحت المملكة العربية السعودية شركة النفط القياسية بكاليفورنيا امتيازا للعثور على النفط، في عام 1938 تم اكتشاف النفط في المملكة العربية السعودية.
في عام 1948، اكتشفت شركة النفط القياسية بكاليفورنيا أكبر حقل نفط في العالم في المملكة العربية السعودية، وهو حقل الغوار. على مر السنين وشركة النفط القياسية بالسعودية في نمو متزايد، وهي الفرع السعودي التابع لشركة النفط القياسية بكاليفورنيا، في عام 1944، تم تغيير اسم الشركة من النفط القياسية بالسعودية إلى شركة الزيت العربية الأمريكية أرامكو.
في عام 1973، بدأت الحكومة السعودية في شراء أسهم من شركة أرامكو. بحلول عام 1980، أصبحت الشركة مملوكة بالكامل للسعوديين، وفي عام 1988، تم تغيير اسم الشركة من ارامكو إلى شركة الزيت العربية السعودية أو أرامكو السعودية.
في عام 1984، اندمجت كل من شركة النفط القياسية بكاليفورنيا وبترول الخليج معا، وكان هذا هو أكبر اندماج في تاريخ الشركات، في ذلك الوقت.
قامت شركة النفط القياسية بكاليفورنيا بتجريد العديد من الشركات التابعة لها العاملة في الخليج، وباعت بعض محطات الخليج الخاصة بها وشركة مصفاة في شرق الولايات المتحدة، امتثالا لقانون مكافحة الاحتكار الأمريكي.
```
كانت منافذ البيع بالتجزئة في سوق الخليج المحلي في 
بيتسبرغ
، من الأصول التي تم بيعها، تفتقر شركة النفط القياسية إلى وجود أماكن للبيع بالتجزئة، لكن اعتبارا من عام 2013، والشركة تحتفظ بمقر إقليمي في بيتسبرغ.
[
27
]
```

في عام 2013، غيرت شركة النفط القياسية بكاليفورنيا اسمها القانوني وأصبح اسمها شركة شيفرون، حيث أنها بالفعل كانت تستخدم علامة شيفرون التجارية للبيع بالتجزئة منذ عقود.
باعت شركة شيفرون العلامة التجارية لشركة بترول الخليج في الولايات المتحدة.
شركة كمبرلاند فارمز هي الشركة الأم لشركة بترول الخليج، حصلت الشركة على ترخيص العلامة التجارية الخليجية في شمال شرق الولايات المتحدة منذ عام 1986.
في عام 1996، نقلت شركة شيفرون عمليات جمع الغاز الطبيعي وتشغيله وتسويقه إلى شركة دينجي مقابل ما يقرب من 25٪ من الأسهم، في عملية اندماج اكتملت في 1 فبراير عام 2000، أصبحت شركة إلينوفا شركة فرعية مملوكة بالكامل لشركة دينجي.
وزادت حصة شيفرون في شركة دينجي بنسبة تصل إلى 28٪.
في مايو عام 2007، باعت شركة شيفرون حصتها في دينجي بحوالي 985 مليون دولار، مما أدى إلى ربح قدره 680 مليون دولار.

### الاندماج مع تكساكو وما بعد الاندماج

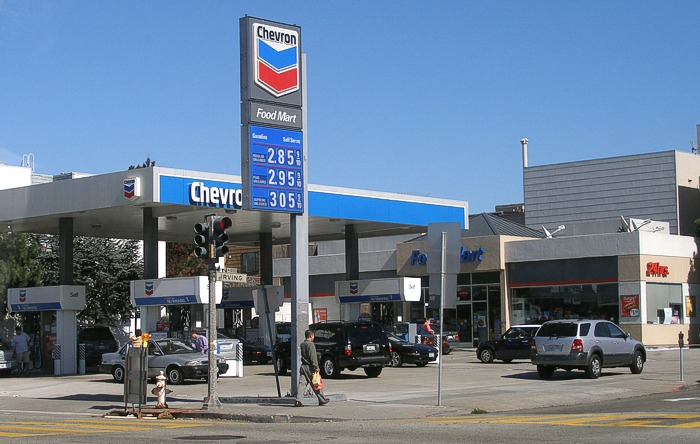
تصميم محطات وقود شيفرون المستخدم حتى عام 2006

في 10 أكتوبر عام 2000، أعلنت شركة تكساكو عن شراء حصة من شركة جنرال موتورز في قسم أوفونيكس، وهي الشركة المصنعة لبطاريات نيمه للسيارات الكهربائية.
في عام 2003، أصبحت الشركة مشروع مشترك بين شركتي شيفرون وأوفونيكس بنسبة 50% لكل منهما.
في عام 2009، باعت شركتي شيفرون وأوفونيكس حصتهما في شركة تكساكو إلى شركة إس بي ليموتف.
في 15 أكتوبر عام 2000، أعلنت شركة شيفرون عن استحواذها على شركة تكساكو بمبلغ قيمته 45 مليون دولار، ثم قامت شيفرون بإنشاء ثاني أكبر شركة نفط في الولايات المتحدة ورابع أكبر شركة نفط مدرجة في العالم بقيمة سوقية مجمعة تبلغ حوالي 95 مليار دولار.
في 9 أكتوبر عام 2001، تم الانتهاء من عملية الاستحواذ، وتم تسمية الشركة باسم شيفرون تكساكو.
في 9 مايو عام 2005، أعلنت شركة شيفرون تكساكو أنها ستتخلى عن اسم تكساكو لكنه سيظل العلامة التجارية لشركة شيفرون، في النهاية أصبح اسم الشركة هو شيفرون.
تم استخدام محطة وقود شيفرون حتى عام 2006.
في عام 2005، اشترت شيفرون شركة يونوكال مقابل 18.4 مليار دولار، مما زاد من احتياطيات الشركة من البترول والغاز الطبيعي بنحو 15٪.
بسبب عمليات الطاقة الحرارية الأرضية الكبيرة في جنوب شرق آسيا بمنطقة شركة يونوكال، أصبحت شيفرون تنتج انتاجا كبيرا للطاقة الحرارية الأرضية.
في عام 2006، أعلنت شركة شيفرون بالمشاركة مع مختبر لوس ألاموس الوطني، انهما سيعملان على تحسين استخلاص الهيدروكربونات من الصخر الزيتي من خلال تطوير عملية استخراج الزيت الصخري المسماة شيفرون كراش.
في عام 2006، أصدرت الولايات المتحدة بحث تجريبي وتطوير لمشروع شيفرون التجريبي للصخر الزيتي على الأراضي العامة في حوض بيكينس في كولورادو، وقامت شيفرون بتأجير الأراضي من الولايات المتحدة.
في فبراير عام 2012، أخطرت شركة شيفرون مكتب إدارة الأراضي وإدارة الاستصلاح والتعدين والسلامة بأنها تنوي إلغاء هذا الإيجار.
في يوليو عام 2010، أنهت شركة شيفرون عمليات البيع بالتجزئة في وسط المحيط الأطلسي بالولايات المتحدة عن طريق إزالة أسماء شيفرون وتكساكو من 1100 محطة.
في عام 2011، استحوذت شيفرون على شركة أطلس إنرجي التي يقع مقرها في بنسلفانيا مقابل 3.2 مليار دولار نقدا و 1.1 مليار دولار إضافية من الديون القائمة المستحقة على أطلس. بعد ثلاثة أشهر، استحوذت شركة شيفرون على حقوق الحفر والتطوير لـ 228000 فدان أخرى في مارسيلوس شيل من شركة رئيس النفط والغاز وشركة توج هيل.
في سبتمبر عام 2013، اتفقت شركة توتال إس إيه وشريكها في المشروع على شراء أعمال توزيع التجزئة لشركة شيفرون في باكستان مقابل مبلغ لم يكشف عنه.
في أكتوبر عام 2014، أعلنت شركة شيفرون أنها ستبيع 30 % من ممتلكاتها من الصخر الزيتي الكندي لشركة النفط الكويتية المملوكة للدولة مقابل رسوم قدرها 1.5 مليار دولار.
في عام 2016، أعلنت شركة شيفرون أنها تخطط للخروج من جنوب إفريقيا، حيث أنها ظلت هناك لمدة تزيد عن قرن.
في أبريل عام 2019، أعلنت شركة شيفرون عن إرادتها في الاستحواذ على شركة أناداركو للبترول في صفقة قيمتها 33 مليار دولار، 
لكنها قررت التركيز على عمليات الاستحواذ الأخرى بعد ذلك بوقت قصير عندما لم تستطيع أن تصل إلى صفقة البيع مع الشركة.
في فبراير عام 2020، انضمت شركة شيفرون إلى شركة ماروبيني وشركة دبليو أيه في إيه وهم شركاء أسهم الاستثمار في شركة حلول الكربون النظيف، وهي شركة توفر تقنية احتجاز الكربون المحمول لحقول النفط والمرافق الصناعية الأخرى.
بسبب جائحة كورونا وحرب أسعار النفط الروسية السعودية لعام 2020، أعلنت شركة شيفرون عن تخفيضات بنسبة من 10 إلي 15% من قوتها العاملة.
في 20 يوليو عام 2020، أعلنت شركة شيفرون أنها ستستحوذ على شركة نوبل انرجي مقابل 5 مليارات دولار.
في أكتوبر عام 2023 وافقت "شيفرون" على الاستحواذ على "هيس" من خلال صفقة تتضمن شراء جميع الأسهم والتي تقدر قيمة السهم الواحد عند 171 دولاراً.

## عمليات
منذ 31 ديسمبر عام 2018، كان يعمل في شركة شيفرون 48600 موظف، من بينهم 3600 موظف يعملون في محطة الخدمة، بعد ذلك قامت الشركة بتوظيف 24800 موظف من بينهم 3300 موظف يعملون في محطة الخدمة، يعمل من هؤلاء الموظفين 51% في أمريكا.
في أكتوبر عام 2015، أعلنت شركة شيفرون أنها ستتخلى عن 7000 موظف ما يعادل 11% من قوتها العاملة، بسبب جائحة كورونا وحرب أسعار النفط الروسية السعودية لعام 2020.

### المنبع

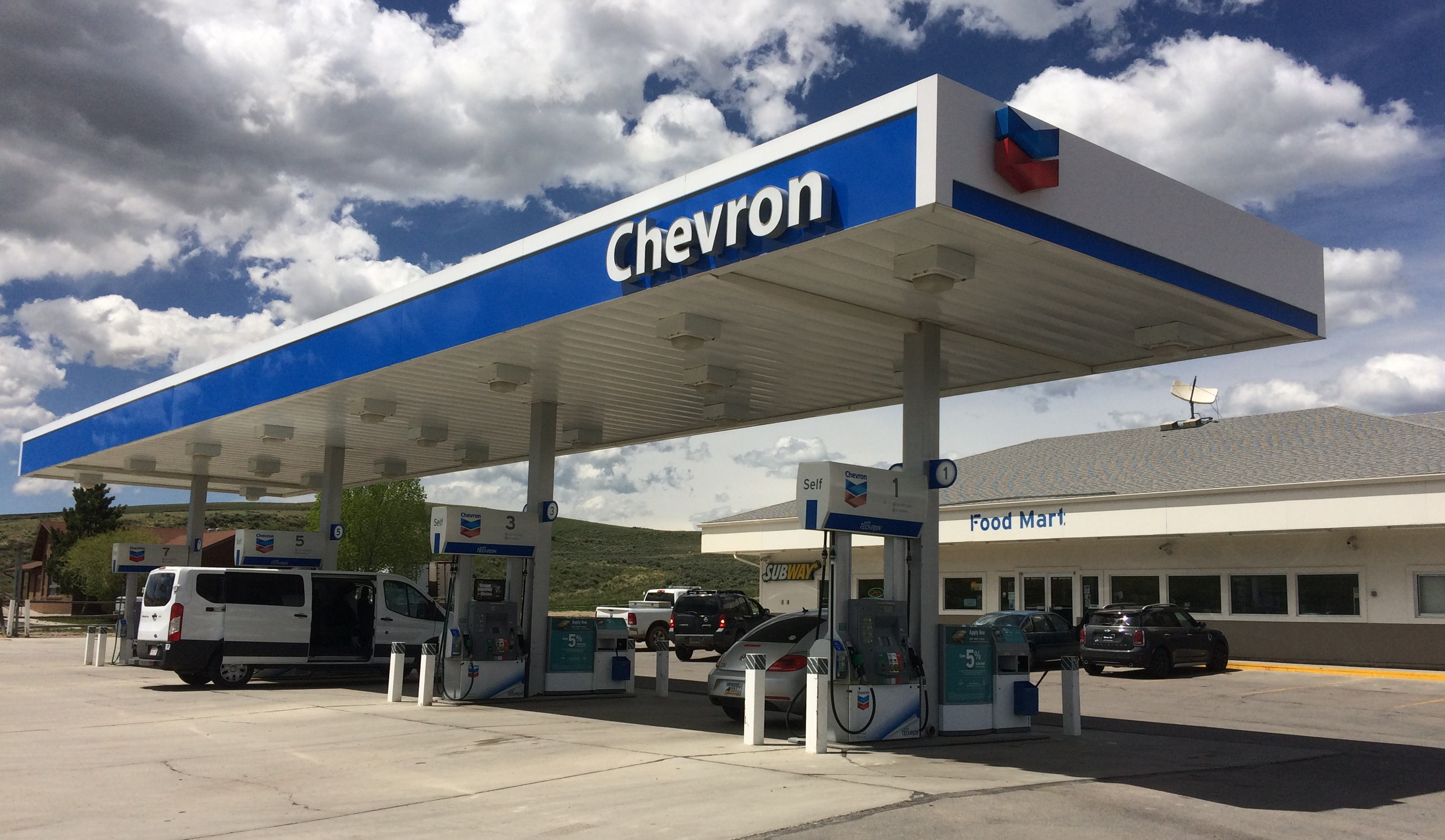
محطة وقود شيفرون في دياموندفيل، وايومنغ. تم التقاط الصورة في 27 مايو 2018.

أكثر عمليات استكشاف وإنتاج النفط والغاز الطبيعي لشركة شيفرون تتم في كل من الولايات المتحدة، وأستراليا، ونيجيريا، وأنغولا، وكازاخستان، وخليج المكسيك.
منذ 31 ديسمبر عام 2018، سجلت شركة شيفرون 2930 مليون برميل مكافئ نفطي يوميا، من أعمال التنقيب الخاصة بالشركة.
تدير شركة شيفرون ما يقرب من 11000 بئر نفط وغاز طبيعي في مئات الحقول التي تحتل 4 ملايين فدان في الولايات المتحدة الأمريكية، عبر حوض برميان، الواقع في غرب تكساس وجنوب شرق نيو مكسيكو.
في عام 2010، كانت شيفرون رابع أكبر منتج للنفط في المنطقة.
في فبراير عام 2011، احتفلت شركة شيفرون بإنتاج 5 مليارات برميل من النفط من حوض برميان.
تتم أعمق أعمال الحفر البحرية في في خليج المكسيك في تاهيتي وبلاند فايز.
تقوم شركة شيفرون باستكشاف تشكيل مارسيلوس شيل والتدريب عليه في العديد من الولايات الشمالية الشرقية للولايات المتحدة.
بدأ مشروع غاز جورجون في استراليا، في عام 2010 لكن كان من المتوقع أن يبدأ العمل به في عام 2014، وهو أكبر مشروع منفرد قامت به شركة شيفرون، وبلغت تكلفته 43 مليار دولار، كما أن الشركة تنتج الغاز الطبيعي من غرب أستراليا.
يتضمن المشروع بناء مصنع للغاز الطبيعي المسال بقدرة 15 مليون طن سنويا في جزيرة بارو، ومصنع غاز محلي بطاقة 300 تراجول يوميا لتزويد غرب أستراليا بالغاز.
كما تقوم الشركة بتطوير مشروع وينستون للغاز الطبيعي المسال في غرب أستراليا، وتقدر تكلفة مرحلة تأسيس المشروع بحوالي 29 مليار دولار. يتكون المشروع من قطارين لمعالجة الغاز الطبيعي المسال بطاقة مجمعة تبلغ 8.9 مليون طن سنويا، ومصنع غاز محلي للبنية التحتية البحرية المرتبطة به.
في أغسطس عام 2014، تم الإعلان عن اكتشاف كبير لمكثفات الغاز في بئر التنقيب Lasseter-1 في WA-274-P في غرب أستراليا، حيث أن شركة شيفرون تمتلك حصة 50٪.
كما أن لشيفرون خمسة شركاء وهم: بي بي، وبي اتش بي بيليتون للبترول، وشيل، وميتسوبيشي أو ميتسوي، وودسايد بنسبة 10% لكل منهما.
تعمل شركة شيفرون في مشروع مشترك مع شركة البترول الوطنية النيجيرية، في المناطق البرية القريبة من الساحل في دلتا النيجر، حيث تمتلك شركة شيفرون حصة 40 ٪ في 13 امتياز في المنطقة. بالإضافة إلى إدارة شيفرون لمعمل إسكرافوس للغاز ومصنع إسكرافوس لتحويل الغاز إلى سوائل.
تمتلك شركة شيفرون مصالح في أربعة امتيازات في أنجولا بالإضافة إلى امتيازات خارج مقاطعة كابيندا، وتطوير مشروع تومبوا لاندانا ومشروع مافوميرا نورتي، اللذان تديرهم الشركة. كما أن شيفرون شريك رائد في مصنع أنجولا للغاز الطبيعي المسال.
في عام 2010، شاركت شركة شيفرون في مشروعي تنجيز وكاراشاجاناك في كازاخستان. في نفس العام، أصبحت الشركة أكبر مساهم خاص في خط أنابيب اتحاد بحر قزوين، الذي ينقل النفط من بحر قزوين إلى البحر الأسود.
في عام 2004، قامت شركة شيفرون بحفر بئر للنفط تم اكتشافه في غرب شتلاند، كان من المتوقع إنتاج نفط من البئر في عام 2015 إذا تم اتخاذ قرار الإنتاج من الحقل، لكن ظروف الطقس والجيولوجيا عاقت العمل.

### منتصف الطريق
في عام 2019، لم تكن تمتلك شركة شيفرون أصول كبيرة، في ذلك العام حاولت الشركة شراء أناداركو بتروليوم وهي الشركة التي تمتلك خطوط الأنابيب، لكن شركة أوكسيدنتال بتروليوم رفعت عليها المبلغ وقامت هي بشرائها.

### المصب
تقوم عمليات التكرير والبتروكيماويات في شيفرون على تصنيع وبيع منتجات مثل الوقود ومواد التشحيم والمواد المضافة والبتروكيماويات. أهم مناطق عمليات الشركة هي الساحل الغربي للولايات المتحدة وساحل الخليج الأمريكي وجنوب شرق آسيا وكوريا الجنوبية وأستراليا وجنوب إفريقيا.
في عام 2010، باعت شركة شيفرون 3.1 مليون برميل يوميا ما يعادل 50470 متر مكعب لكل يوم من المنتجات المكررة مثل البنزين والديزل ووقود الطائرات.
تدير الشركة ما يقرب من 19550 موقع بيع بالتجزئة في 84 دولة، وتمتلك أيضا أسهم في 13 شركة تعمل في توليد الطاقة في الولايات المتحدة وآسيا ولديها محطات وقود في غرب كندا.
تمتلك شيفرون العلامة التجارية لكل من منتجات تيكساكو وكالتكس للوقود وزيوت التشحيم.
في عام 2010، قامت شيفرون بمعالجة 1.9 مليون برميل يوميا من النفط الخام. تمتلك الشركة خمسة مصافي نشطة في الولايات المتحدة بالإضافة إلى أنها تمتلك مصافي في كل من ريتشموند، كاليفورنيا، إل سيجوندو، سولت ليك سيتي، يوتا، باسكاجولا، إم إس، باسادينا، تكساس.
كما أنها شريكة في سبع مصافي مشتركة تقع في آسيا في المناطق التالية، أستراليا، وباكستان، وسنغافورة وتايلاند وكوريا الجنوبية ونيوزيلندا، لكنها لم تشغل من قبل شيفرون.
تقع مصافي شيفرون الأمريكية في الخليج والدول الغربية. تمتلك شيفرون مصفاة أسفلت في بيرث أمبوي، نيو جيرسي، عملت بشكل أساسي كمحطة طرفية من أوائل عام 2008.
تشمل أعمال شيفرون للكيماويات 50٪ من ملكية شركة شيفرون فيليبس للكيماويات، التي تقوم بتصنيع البتروكيماويات، وشركة شيفرون أورونيت التي تطور وتصنع وتبيع الوقود ومواد التشحيم المضافة.
قامت شركة شيفرون بإنتاج كيميكال الباراكودا.
شركة شيفرون للشحن هي شركة فرعية مملوكة بالكامل تقوم بعمليات النقل البحري وخدمات الاستشارات البحرية وخدمات إدارة المخاطر البحرية لشركة شيفرون.
على مدى التاريخ وأسماء سفن شيفرون تبدأ باسم شيفرون ثم الدولة التابعة لها السفينة فعلى سبيل المثال شيفرون واشنطن وشيفرون أمريكا الجنوبية، أو ربما يتم تسمية السفن على اسم المديرين السابقين أو المديرين العاملين في الشركة، فعلى سبيل المثال صمويل جين وويليام إي كرين وكينيث دير وريتشارد ماتزكي وأبرزهم كانت كوندوليزا رايس، لكن تم تغيير اسم السفينة التي تحمل اسم رايس باسم الطائر فوييجر.
في 1 يوليو عام 2020، أعلنت شركة مصب شيفرون المحدودة بأستراليا. وهي شركة تابعة مملوكة بالكامل لشركة شيفرون، أنها أكملت الاستحواذ على شركة بوما للطاقة بآسيا والمحيط الهادي، وأصبحت جميع الأسهم وحقوق الملكية ملك لشيفرون، بقيمة تبلغ 425 مليون دولار أسترالي.

### الطاقة البديلة

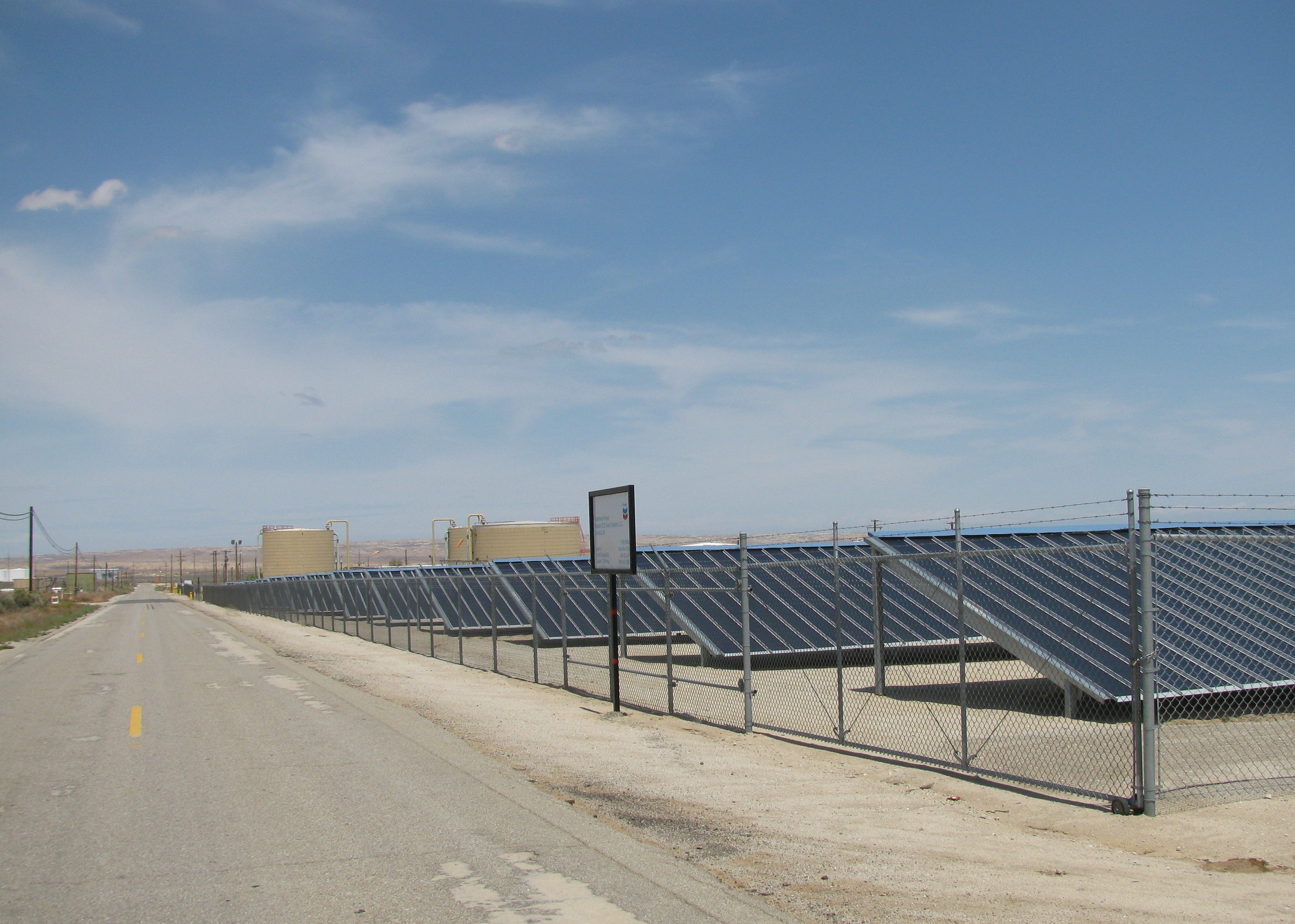
مشروع شيفرون للطاقة الشمسية الكهروضوئية بقدرة 500 كيلو وات في كاليفورنيا، الولايات المتحدة الأمريكية

بالإضافة إلي أعمال شركة شيفرون في مجال النفط فهي تعمل أيضا في مجال الطاقة البديلة مثل الطاقة الشمسية الحرارية الأرضية وطاقة الرياح والوقود الحيوي وخلايا الوقود والهيدروجين.
أعلنت شركة شيفرون أنها أكبر منتج في العالم للطاقة الحرارية الأرضية، حيث تقع عمليات الطاقة الحرارية الجوفية الأساسية لها في جنوب شرق آسيا، ولكن تم بيع هذه الأصول في عام 2017.
قبل ذلك، قامت شركة شيفرون بتشغيل الآبار الحرارية الجوفية في إندونيسيا لتزويد جاكرتا والمنطقة المحيطة بها بالطاقة. بالإضافة إلى أنها قامت بتشغيل آبار الطاقة الحرارية الأرضية في حقل تيوي في مقاطعة ألباي، وحقل ماكلينج بانهاو في مقاطعتي لاجونا وكيزون في الفلبين.
في عام 2007، قامت شركة شيفرون بالمشاركة مع المختبر الوطني للطاقة المتجددة التابع لوزارة الطاقة الأمريكية، بتطوير وإنتاج وقود الطحالب، الذي يمكن تحويله إلى وقود يستخدم في وسائل النقل مثل وقود الطائرات.
في عام 2008، أنشأت شركة شيفرون بالمشاركة مع شركة ويرهيوسر شركة كاتشلايت للطاقة، التي تقوم بالبحث في تحويل الكتلة الحيوية القائمة على السليلوز إلى وقود حيوي. في عام 2013، تم تقليص حجم خطة كاتشلايت بسبب المنافسة مع مشاريع الوقود الأحفوري للحصول على التمويل.
في الفترة ما بين عامي 2006 و 2011، ساهمت شركة شيفرون بمبلغ 12 مليون دولار في تحالف بحث استراتيجي مع معهد جورجيا للتكنولوجيا لتطوير الوقود الحيوي السليلوزي وإنشاء عملية تحويل الكتلة الحيوية مثل الخشب أو العشب إلى وقود.
تمتلك شركة شيفرون حصة 22% في شركة خليج جالفستون لوقود الديزل الحيوي، التي تنتج ما يصل إلى 110 مليون جالون أمريكي من وقود الديزل الحيوي المتجدد سنويا.
في عام 2010، أعلنت شركة شيفرون عن مشروع توضيحي للطاقة الكهروضوئية بقوة 740 كيلو وات في بيكرسفيلد بكاليفورنيا، يسمى المشروع برايتفيلد لاستكشاف إمكانيات استخدام الطاقة الشمسية لتشغيل مرافق شيفرون. وهو مشروع يتكون من تقنيات السبع شركات التي تقوم شيفرون بتقييمها للاستخدام على نطاق واسع.
استثمرت شركة شيفرون في ولاية كاليفورنيا، في مشروع الطاقة الشمسية الكهروضوئية سولارمين بقدرة 500 كيلو وات، والذي يوفر الطاقة النهارية لحقل النفط ميدواي سنسيت.
قامت شركة شيفرون ببناء محطة كهروضوئية مركزة بقدرة 1 ميجاوات تشتمل على 173 مصفوفة شمسية تستخدم عدسات فريسنل، في كويستا.
في أكتوبر عام 2011، أطلقت شركة شيفرون منشأة حرارية لتحويل الطاقة الشمسية إلى بخار بقدرة 29 ميجاوات في حقل كولينجا لإنتاج البخار لتحسين استخلاص النفط. منذ عام 2012، ويصنف مشروع تحويل الطاقة الشمسية إلى بخار أنه الأكبر من نوعه في العالم.
في عام 2014، بدأت شيفرون في تقليل استثماراتها في تقنيات الطاقة المتجددة، وخفض عدد الموظفين وبيع الأصول المتعلقة بالطاقة البديلة.
في عام 2015، تم إطلاق مشروع شيل كويست للطاقة بكندا، حيث أن شركة حيث أن شيفرون المحدودة بكندا تمتلك منه حصة 20%.
يقع المشروع ضمن مشروع أثاباسكا أويل ساندز بالقرب من منطقة فورت ماكموري، وألبرتا. وهو أول مشروع في العالم يقوم باحتجاز وتخزين ثاني أكسيد الكربون على نطاق تجاري.

## شؤون الشركات

### الإدارة المالية
في عام 2011، أعلنت شركة شيفرون عن أرباح بلغت 26.9 مليار دولار أمريكي بإرادات سنوية قدرها 257.3 مليار دولار أمريكي، بزيادة قدرها 23.3٪ عن الدورة المالية لعام 2010.
تم تداول أسهم شركة شيفرون بأكثر من 105 دولار أمريكي للسهم الواحد، وقدرت قيمتها السوقية بأكثر من 240 مليار دولار أمريكي.
في عام 2018، احتلت شركة شيفرون المرتبة الثالثة عشر في تصنيفات فورتشين 500 لأكبر الشركات الأمريكية من حيث إجمالي الإيرادات.
| عام  | العائد بالمليون دولار | صافي الربح بالمليون دولار | سعر السهم بالدولار الأمريكي | عدد الموظفين |
| ---- | --------------------- | ------------------------- | --------------------------- | ------------ |
| 2005 | 198,200               | 14,099                    | 36.10                       |              |
| 2006 | 210,118               | 17,138                    | 40.85                       |              |
| 2007 | 220,904               | 18,688                    | 55.02                       |              |
| 2008 | 273,005               | 23,931                    | 58.21                       |              |
| 2009 | 171,636               | 10,483                    | 49.89                       |              |
| 2010 | 204,928               | 19,024                    | 57.67                       |              |
| 2011 | 253,706               | 26,895                    | 76.91                       |              |
| 2012 | 241,909               | 26,179                    | 84.71                       |              |
| 2013 | 228,848               | 21,423                    | 97.88                       | 64,600       |
| 2014 | 211,970               | 19,241                    | 101.48                      | 64,700       |
| 2015 | 138,477               | 4,587                     | 84.24                       | 61,500       |
| 2016 | 114,472               | −0,497                    | 91.58                       | 55,200       |
| 2017 | 141,722               | 9,195                     | 106.33                      | 51,900       |
| 2020 | 146,516               |                           | 85.40                       | 48,200       |

### المقر

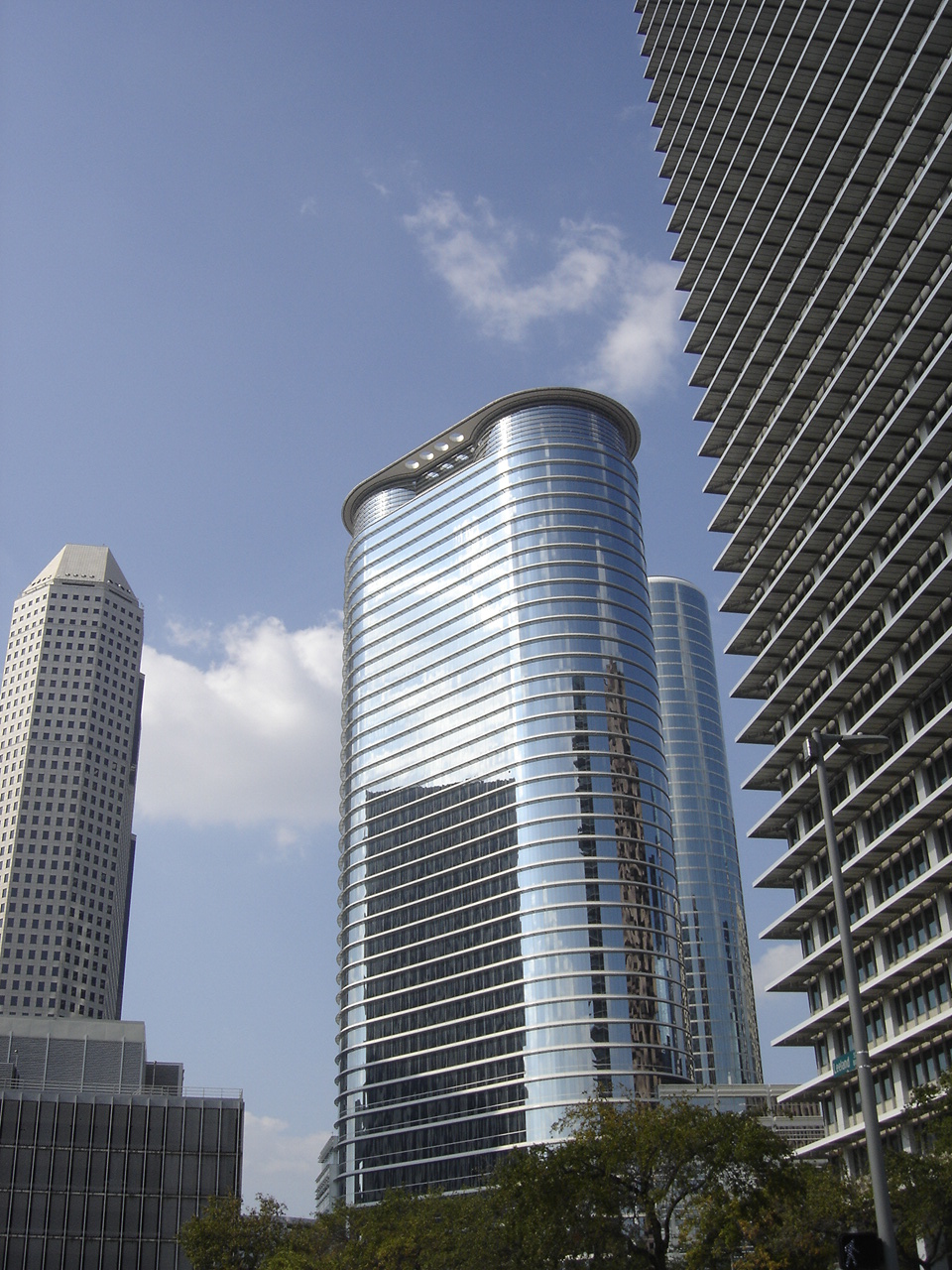
برج شيفرون في هيوستن

يقع المقر الرئيسي لشركة شيفرون في حرم جامعي في سان رامون (كاليفورنيا)، تبلغ مساحته 92 فدانا.
انتقلت الشركة إلى هذا المقر في عام 2002 بعد أن ظلت في مقرها السابق في 555 ماركت ستريت في سان فرانسيسكو بكاليفورنيا منذ إنشاؤها في عام 1879.
تعمل شيفرون في أبراج المكاتب في هيوستن بتكساس، حيث اشترت 1500 شارع لويزيانا و 1400 شارع سميث من عملاق الطاقة السابق في تكساس إنرون.
كما أن شيفرون تقوم الآن بإنشاء برج مكاتب جديد في وسط مدينة هيوستن بجوار ممتلكاتها الحالية في 1600 شارع لويزيانا. سيتكون المبنى من 50 طابقا على مساحة 832 قدما. عند اكتمال المبنى، سيكون هو رابع أطول مبنى في هيوستن وأول مبنى مكون من 50 طابق يتم تشييده هناك منذ ما يقرب من 30 عام.

### المساهمات السياسية
منذ يناير عام 2011، وشركة شيفرون تساهم بحوالي 15 مليون دولار في جماعات الضغط في واشنطن.
في 7 أكتوبر عام 2012، تبرعت شيفرون بـ 2.5 مليون دولار لصندوق قيادة الكونجرس الجمهوري المرتبط بشكل وثيق برئيس مجلس النواب السابق جون بونير.
وفقا لمجموعة وثائق المراقبة، في عام 2020، ساهمت شركة شيفرون بمبلغ 50 ألف دولار في صندوق الدفاع عن سيادة القانون، وهو ذراع لجمع الأموال لجمعية المدعين العامين الجمهوريين.

### مجلس الإدارة
- مايكل ويرث (رئيس مجلس الإدارة والرئيس التنفيذي)
- ديبرا ريد كلاجس
- إنجي ثولين
- إنريكي هيرنانديز جونيور
- أليس ب. جاست
- تشارلز مورمان
- جون ب. فرانك
- رونالد د. شوجر
- واندا أوستن
- دامبيسا مويو
- جيم امبلبي

كونداليزا رايس العضوة السابقة لمجلس الإدارة، وترأست لجنة شيفرون للسياسة العامة، ثم قدمت استقالتها في 15 يناير عام 2001، لتصبح مستشارة الأمن القومي الأمريكي للرئيس جورج دبليو بوش.
في 30 سبتمبر عام 2009، تم انتخاب جون واتسون، البالغ من العمر 52 عاما، رئيس لمجلس الإدارة والرئيس التنفيذي، في 31 ديسمبر 2009 تقاعد ديفيد جيه أورايلي.
في سبتمبر عام 2017، أعلنت شركة شيفرون أن واتسون سيتقاعد في 1 فبراير عام 2018، وسيتم ترقية نائب الرئيس مايك ويرث إلى منصب رئيس مجلس الإدارة والمدير التنفيذي.

## مبادرة شراكة دلتا النيجر
في عام 2010، أنشأت شيفرون مبادرة شراكة مع دلتا النيجر، وهي منظمة غير ربحية تعمل مع المنظمات المحلية لتعزيز النمو الاقتصادي، وتقليل معدلات انتقال فيروس نقص المناعة البشرية، وحرية المرأة. حيث قامت شركة شيفرون بتمويل المبادرة في البداية بمنحة قدرها 50 مليون دولار، ثم تم التبرع بمبلغ 40 مليون دولار إضافي في عام 2013.
عملت دلتا النيجر على تمكين وتعزيز العلاقات بين الأفراد المحليين ومئات المنظمات، مما أدى إلى نفقة أكثر من 92 مليون دولار من الاستثمارات الجديدة في المنطقة في كل من الموارد النقدية والعينية منذ عام 2010.

## الخلافات

### الأضرار البيئية في الإكوادور

#### حقل نفط لاغو أغريو

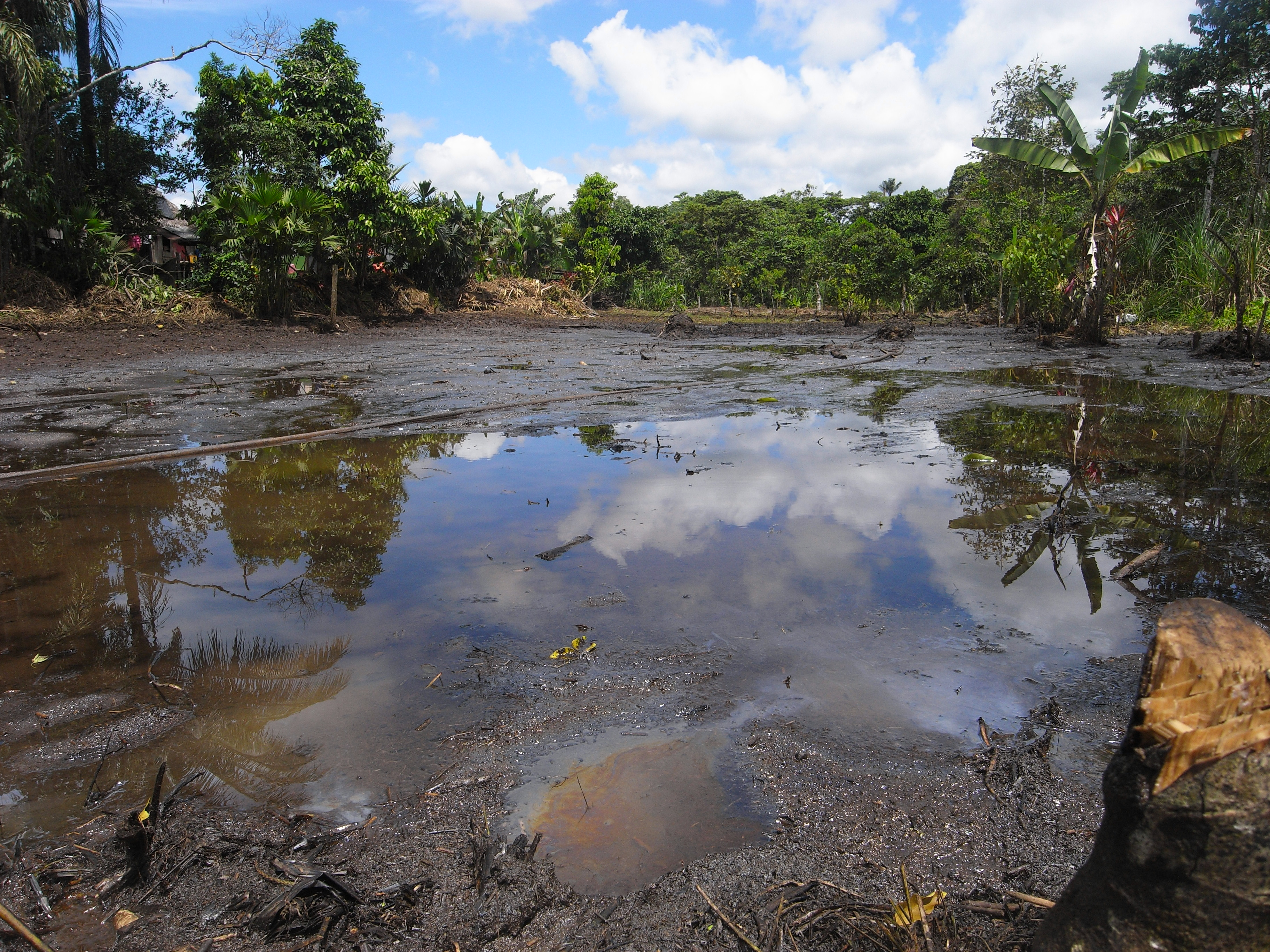
التلوث النفطي في نوفمبر عام 2007 في منطقة كانتون لاغو أغريو.

في عام 1964، بدأت كل من شركة تكساكو وشركة جلف أويل العمل في منطقة أورينتي. قامت شركة تكساكو بتشغيل حقل النفط لاغو أغريو من عام 1972 إلى عام 1993 واستمرت شركة النفط الحكومية الإكوادورية في تشغيل نفس الحقل بعد مغادرة تكساكو.
في عام 1993، تم التبليغ عن أن شركة تكساكو مسؤولة عن التخلص من مليارات الجالونات من النفايات السامة وأنفقوا 40 مليون دولار على تنظيف المنطقة خلال التسعينيات.
في عام 1998، وقعت الحكومة الإكوادورية اتفاقية مع شركة تكساكو على أن الشركة قامت بالتنظيف الكامل وأنها معفية من أي مسؤولية أخرى.
في نفس العام، أخذ فريق علمي عينات من المياه والتربة بعد مغادرة تكساكو ووجد الهيدروكربونات البترولية عند مستويات غير آمنة.
في عام 2003، تم رفع دعوى جماعية ضد شركة شيفرون أمام محكمة إكوادورية مقابل 28 مليار دولار من قبل السكان الأصليين، الذين اتهموا تكساكو بإصابة السكان بالأمراض وإلحاق الضرر بالغابات والأنهار من خلال تصريف 18 مليار جالون أمريكي من مياه التكوين في غابات الأمازون دون أي معالجة بيئية.
أعربت الشركة أنها قامت بأعمال تنظيف التلوث الناجم عن تكساكو بالكامل، وأن التلوث الحالي كان نتيجة لأنشطة المصالح النفطية الإكوادورية، وأن اتفاقات عام 1998 مع الحكومة الإكوادورية أعفت الشركة من أي التزامات.
في عام 2011، منح المقيمين الإكوادوريون 8.6 مليار دولار، بناء على مطالبات خسارة المحاصيل وحيوانات المزرعة بالإضافة إلى زيادة معدلات الإصابة بالسرطان المحلي. لكن المدعون لن يقدموا الموافقة لأن هذا لن يكون كافيا لتعويض الضرر الذي تسببت فيه شركة النفط.
فتم تعديل المبلغ إلى 19 مليار دولار في الاستئنافات، وتم استئنافها مرة أخرى أمام محكمة العدل الوطنية الإكوادورية. وهذه كانت المرة الأولى التي ينجح فيها السكان الأصليون في رفع دعوى قضائية ضد شركة متعددة الجنسيات في البلد الذي حدث فيه التلوث.
وصفت شيفرون الدعوى بأنها مخطط ابتزاز ورفضت دفع الغرامة.
في نوفمبر عام 2013، أصدرت هيئة التحكيم الدولية حكما جزئيا لصالح شركة شيفرون وشركتها الفرعية تكساكو للبترول. حيث أنها وجدت المحكمة أن شيفرون ليست مسؤولة عن الدعاوى البيئية في الإكوادور.
في مارس عام 2014، حكم قاضي المحكمة الجزئية في الولايات المتحدة لويس أ. كابلان، بأن محامي المدعي الإكوادوري الرئيسي، ستيفن دونزيغر، استخدم وسائل فاسدة، للحصول على 2011 حكم محكمة لصالحه في الإكوادور، منها الإكراه والرشوة وغسيل الأموال. لم يفصل القاضي في القضية الأساسية المتعلقة بالأضرار البيئية.
في حين أن الحكم الأمريكي لا يؤثر على قرار المحكمة في الإكوادور، فقد أعاق جهود تحصيل تعويضات من شركة شيفرون في المحاكم الأمريكية، وقد استأنف دونزيغر. وتبين لاحقا أن شيفرون قد دفعت لشاهد رئيسي في القضية مئات الآلاف من الدولارات مقابل شهادته، التي اعترف لاحقا بأنها كانت شهادات كاذبة.
في أبريل عام 2015، أصدرت منظمة أمازون ووتش مقاطع فيديو يقال إنها ارسلت من قبل شخص يريد التبليغ عن المخالفات داخل شركة شيفرون. يزعم أن مقاطع الفيديو تظهر موظفين ومستشارين يكتشفون تلوثا نفطيا في مواقع في منطقة الأمازون الإكوادورية ادعت الشركة أن تم تنظيف هذه الأماكن منذ سنوات.
أكد مستشار شيفرون القانوني أن هذه الفيديوهات شرعية. وفقا للشركة فقد تظهر مقاطع الفيديو اختبارات روتينية لتحديد محيط حفر النفط. كما ذكرت الشركة أن لا يمكن تحديد ما إذا كانت المواقع المعروضة هي مسؤولية شركة شيفرون أو شريكها السابق بترويكادور من مقاطع الفيديو.
وفقا لأمازون ووتش، تحتوي مقاطع الفيديو على خريطة تؤكد أن المواقع تابعة لشركة شيفرون، وتحتوي على لقطات لمقابلات مع قرويين معروفين أنهم يعيشون في المنطقة المسؤولة عنها شركة شيفرون.
في سبتمبر عام 2018، حكمت محكمة دولية لصالح شركة شيفرون بأن الإكوادور قد انتهكت التزاماتها بموجب المعاهدات الدولية، ورأت المحكمة أن الحكم الذي أصدرته المحكمة العليا في الإكوادور ضد شيفرون بشأن التلوث بقيمة 9.5 مليار دولار تم الحصول عليه من خلال الاحتيال والرشوة والفساد واستند إلى مطالبات تمت تسويتها بالفعل وإطلاق سراحها من قبل جمهورية الإكوادور قبل سنوات.
يريد المدعي العام في الإكوادور استئناف قرار المحكمة قائلا يقلقنا أن المحكمة تطلب من دولة ما رفع حكم صادر عن إحدى محاكمها كان قد صدر كجزء من نزاع بين أطراف خاصة.
تواصل شركة شيفرون أخذ النفط من منطقة الأمازون بشكل عام.
تقوم مصافي إل سيجوندو وباسكاجولا وريتشموند بمعالجة الزيت الناتجة من الأمازون.
في عام 2015، كانت إل سيجوندو أكبر شركة تكرير منفردة في الولايات المتحدة للبترول الخام الخارج من الأمازون، حيث أنها تعالج 54463 برميلا يوميا.

### تسرب النفط في أنجولا
في عام 2006، تعرضت عمليات شيفرون في إفريقيا لانتقادات باعتبارها غير سليمة بيئيا من قبل 130 باحث وصحفي وناشط نيجيري.
في عام 2002، طالبت أنجولا بتعويض قدره 2 مليون دولار عن انسكاب النفط المزعوم أن شركة شيفرون تسببت فيه، وهي المرة الأولى التي تغرم فيها أنجولا شركة متعددة الجنسيات تعمل في مياهها.

### مستوطنات قانون الهواء النظيف الأمريكي
في 16 أكتوبر عام 2003، قامت شركة شيفرون الأمريكية بتسوية تهمة بموجب قانون الهواء النظيف، الذي قلل انبعاثات الهواء الضارة بنحو 10000 طن سنوي.
قدمت شيفرون بموجب مرسوم موافقة لإنفاق ما يقرب من 275 مليون دولار لتركيب واستخدام تكنولوجيا مبتكرة لتقليل انبعاثات النيتروجين وثاني أكسيد الكبريت في مصافي التكرير، في سان فرانسيسكو.
في عام 2000، دفعت شركة شيفرون غرامة قدرها 6 ملايين دولار بالإضافة إلى مليون دولار لمشاريع تحسين البيئة لتسوية اتهامات انتهاكات قانون الهواء النظيف المتعلقة بعمليات محطة التحميل دون اتصال بالإنترنت في إل سيجوندو بكاليفورنيا.
قامت شيفرون بتنفيذ برامج تقلل من إنتاج الغازات الخطرة، ورفع مستوى إجراءات الكشف عن التسرب وإصلاحه، وخفض الانبعاثات من محطات استرجاع الكبريت، واعتمدت استراتيجيات لضمان التعامل السليم مع نفايات البنزين الضارة في المصافي.
كما أنفقت شركة شيفرون حوالي 500,000 دولار لتركيب صمامات غير قابلة للتسرب ومضخات مزدوجة الغلق في مصفاة إل سيجوندو، التي يمكن أن تمنع انبعاثات كبيرة من ملوثات الهواء.
في عام 2011، تم الاعتراف بجهود شركة شيفرون من قبل مجموعة سيريس البيئية لجهودها للحد من ظاهرة الاحتباس الحراري من خلال خفض انبعاثاتها الخاصة والاستثمار في تقنيات الطاقة المتجددة. بعد فترة وجيزة، بدأت الشركة في تقليل استثماراتها في مصادر الطاقة المتجددة.

### تكنولوجيا بطاريات نيمه للسيارات
عملت شركة كوباسيس لمدة 8 أعوام منذ 2001 حتى 2009، في توريد بطاريات هيدريد معدن النيكل التي تسمى نيمه وأنظمة التحكم في البطاريات والحلول المجمعة لتطبيقات السيارات وإمدادات الطاقة غير المنقطعة وتطبيقات الاتصالات وتوليد الطاقة الموزعة.
فكانت الشركة عبارة عن مشروع مشترك بين شركة شيفرون وشركة أجهزة تحويل الطاقة بنسبة 50% لكل منهما، كان التسلسل الهرمي للملكية هو أن شركة كوباسيس كانت مملوكة لمجموعة مشاريع شيفرون التكنولوجية التابعة لشركة شيفرون، وشركة أوفونيك للبطاريات التابعة لشركة أوفونيكس.
أنفقت شركة كوباسيس 180 مليون دولار على شكل تمويل من شركة مشاريع شيفرون التكنولوجية، ولم يتمكن المالكان من الاتفاق على تمويل إضافي للشركة. فتم العثور على مشتري بعد توقف التحكيم بين المالكين.
في 14 يوليو عام 2009، تم الإعلان عن بيع شركة كوباسيس لشركة إس بي ليموتف، وهي مشروع مشترك بين شركة سامسونج وشركة روبرت بوش المحدودة لصناعة بطاريات السيارات الكهربائية.
اتهم المؤلفة شيري بوشيرت في كتابها الهجينة الموصولة بالكهرباء: السيارات التي ستعيد شحن أمريكا، الذي نشر في فبراير عام 2007، شركة شيفرون بأنها وصلت للحد الاقصى من صناعة بطاريات نيمه من خلال حصتها في شركة كوباسيس والتحكم في تراخيص براءات الاختراع لإزالة منافس للبنزين. وأيضا رفع دعوى قضائية من قبل شركة كوباسيس ضد باناسونيك وتويوتا لانتهاك براءات الاختراع بشأن إنتاج بطارية EV-95 المستخدمة في RAV4 EV. وتمت تسوية القضية مع قيام كل شركة بمنح الأخرى ترخيص لبراءات اختراعها.
تجادل شيري بوشيرت بأن بطاريات نيمه كبيرة الحجم قابلة للتطبيق تجاريا، لكن شركة كوباسيس ترفض بيع البطاريات أو ترخيص التكنولوجيا للشركات الصغيرة أو الأفراد. بالإضافة إلي أن شركة كوباسيس تقبل الطلبات الكبيرة جدا فقط لبيع البطاريات. وأن كبار صانعي السيارات اعطوا اهتماما ضئيلا بتقديم طلبات كبيرة لبطاريات نيمه كبيرة الحجم. واشتكت شركة تويوتا من صعوبة الحصول على طلبات أصغر من بطاريات نيمه كبيرة الحجم لخدمة سيارات 825 RAV-4EVs الموجودة.
نظرا لعدم وجود شركات أخرى على استعداد لتقديم طلبات كبيرة، لم تكن شركة كوباسيس تقوم بتصنيع أو ترخيص تقنية بطاريات نيمه كبيرة الحجم للسيارات. تقول بوشيرت من الممكن أن تقوم شركة كوباسيس بإخماد كل من يمكنه الوصول إلى بطاريات نيمه الكبيرة من خلال سيطرتها على تراخيص براءات الاختراع من أجل إزالة منافس للبنزين. أو من الممكن أن كوباسيس تريد ببساطة السوق لنفسها وتقوم بالبدء في صناعة السيارات الكبرى وإنتاج السيارات الهجينة أو السيارات الكهربائية.
في مقابلة مع مجلة ذي إيكونوميست، عارض مؤسس شركة أوفونيكس ستان أوفشينسكي، قائلا لا تمنع كوباسيس أي شيء، بل تحتاج الشركة فقط إلى ضخ نقود وبناء بطاريات رائعة.
في أكتوبر عام 2007، رفعت خدمات الاستحواذ الدولية وأنظمة النقل المبتكرة دعوى ضد شركة كوباسيس والشركتين المؤسسين لفشلهم في تلبية طلب شراء بطاريات نيمه كبيرة الحجم لاستخدامها في مقطورات إنوفان الكهربائية.
في أغسطس عام 2008، رفعت شركة مرسيدس بنز الأمريكية الدولية دعوى قضائية ضد شركة كوباسيس، لأن الشركة لم تقدم عطاءات للبطاريات التي وافقت على تصنيعها لسيارات الدفع الرباعي الهجينة المخططة لمرسيدس بنز. تمت تسوية دعوى مرسيدس بمبلغ 1.3 مليون دولار.

### إطلاق نار في دلتا النيجر
في 28 مايو عام 1998، نظم عدد من النشطاء مظاهرة واحتجزوا عدة أشخاص كرهائن على منصة نفطية للشركة في دلتا النيجر بنيجيريا. وزعم أن الشرطة والجنود النيجيريين تم نقلهم بطائرات هليكوبتر من طراز شيفرون. أطلق الجنود النار على النشطاء، فمات ناشطان جولا أوغونغبيجي وأروليكا إروانيو متأثرين بجراحهما.
في عام 2007، سمحت القاضية الجزئية الأمريكية سوزان الستون بدعوى رفعها الضحايا وعائلات الضحايا ضد شركة شيفرون، قائلة قد يكون هناك دليل على أن شركة شيفرون قد استأجرت أو أشرفت أو وفرت النقل للقوات العسكرية النيجيرية المعروف تاريخها بارتكاب الجرائم.
في ديسمبر عام 2008، برأت هيئة المحلفين الفيدرالية شركة شيفرون من جميع التهم الموجهة إليها في القضية. صرحت شيفرون أن التدخل العسكري كان ضروريا لحماية أرواح عمالها واعتبرت قرار هيئة المحلفين تبرئة لاتهامات ارتكاب مخالفات.

### عقوبات الأمم المتحدة
وفقا لبرقية السفارة الأمريكية رقم 000791 لبغداد، يعتقد رئيس الوزراء العراقي أن شركة شيفرون تشارك في مفاوضات للاستثمار في إيران بما يتعارض مع عقوبات الأمم المتحدة. وقالت السفارة ليس لديها تأكيد مستقل لهذا الادعاء.
كان من المفترض أن تظل هذه الوثيقة سرية حتى عام 2029.

### مصفاة ريتشموند بكاليفورنيا
في عام 1998، دفعت مصفاة ريتشموند 540 ألف دولار لتجاوز معالجة مياه الصرف بشكل غير قانوني وعدم إخطار الجمهور بشأن الانبعاث السام.
شركة شيفرون تحمل مسؤولة 95 موقع من مواقع سوبرفند، مع تخصيص أموال من وكالة حماية البيئة للتنظيف.
أسفر انفجار وحريق في عام 1989 في المصفاة عن غرامة قدرها 877000 دولار بسبب الإخفاق المتعمد في توفير معدات الحماية للموظفين. وقد كان موظفو شركة شيفرون يطالبون بمعدات الحماية مرارا وتكرارا منذ أوائل الثمانينيات، لكن الشركة رفضت على الرغم من وقوع أكثر من 70 حريق في المصنع منذ عام 1984. وقالت إليزابيث دول، وزيرة العمل الأمريكية أن شركة شيفرون كانت على علم بأنها بحاجة إلى معدات وملابس واقية.
في 25 مارس 1999، أدى انفجار وحريق في المصفاة إلى انتشار أبخرة ضارة وإرسال مئات من سكان ريتشموند إلى المستشفيات.
في 6 أغسطس عام 2012، اندلع حريق كبير في المصفاة. وقدرت التقارير الأولية أن 11000 شخص يتم علاجهم في مستشفيات المنطقة، وتشير التقارير اللاحقة إلى أن العدد كان يفوق 15000 شخص.
لم تطعن الشركة في 6 تهم تتعلق بالحريق، ووافقت على دفع مليوني دولار غرامات وتعويضات. في نفس الوقت الذي تم فيه الإعلان عن التسوية، صوت مجلس مدينة ريتشموند لرفع دعوى ضد شركة شيفرون. تضمنت أسباب الدعوى استمرار سنوات من الإهمال والتراخي في الرقابة وعدم اكتراث الشركة بفحص السلامة والإصلاحات الضرورية.

### تسرب النفط قبالة سواحل ريو دي جانيرو
في 8 نوفمبر عام 2011، تعرضت شركة شيفرون لانتقادات من السلطات البرازيلية لأنها قامت بتسرب النفط الخام في الساحل الجنوبي الشرقي للبرازيل. حيث قال المنظمون البرازيليون أن 416,400 لتر من النفط تسرب على مدار أسبوعين من الصخور تحت البحر بالقرب من البئر في مشروع فرايد النفطي على بعد 370 كيلومتر من الساحل البرازيلي. وطالب المدعون في البرازيل في البداية بمبلغ 10.6 مليار دولار في الدعوى. وأوقفت وكالة البترول الوطنية أنشطة شركة شيفرون في البرازيل حتى تحدد سبب تسرب النفط في سواحل ريو دي جانيرو.
أعلنت وكالة البترول الوطنية في وقت لاحق أن الانسكاب لم يتسبب في أضرار اقتصادية كبيرة، ولم يصب أحد، ولم يقترب أبدا من الساحل البرازيلي. تم إسقاط التهم الجنائية وتسوية الدعاوى القضائية بمبلغ إجمالي قدره 130 مليون دولار.

### انفجار كانساس انديفور
في 16 يناير عام 2012، انفجرت منصة حفر كانساس انديفور أثناء حفر بئر استكشافي لشركة شيفرون في حقل فونيوا في نيجيريا. أسفر الانفجار عن مقتل اثنين من العمال، واندلاع حريق لمدة 46 يوم قبل إغلاق البئر في 18 يونيو.
وفقا لتقرير إخباري لمؤسسة رويترز، فإن شركة شيفرون تجاهلت العمال في كانساس انديفور عندما طلبوا الإخلاء بسبب مخاوف الدخان المتصاعد من بئر الحفر. وقال أحد العمال أن الانفجار نجم عن تصاعد هائل للضغط.
وقال شاهد إن مهندسي المنصة نصحوا شركة شيفرون بوقف الحفر وصرف الموظفين وإخلاء المكان، لكن شيفرون طلبت منهم مواصلة الحفر. توقع مدير الحفارة حدوث انفجار، وأبقى قوارب النجاة في متناول اليد وجاهزة للاستخدام. قال أحد الشهود هذا هو السبب وراء نجاة الكثير منا لأننا كنا جميعا ندرك أن ذلك سيحدث، لكننا لم نعرف متى.
في رد بالبريد الإلكتروني لرويترز، قالت شيفرون إنها لم تتلق طلبات لإخلاء المنصة وإن الموظفين على متنها لهم الحق في إيقاف العمل إذا كانوا يعتقدون أن الظروف غير آمنة.

### حريق الغابة في حديقة لاواتشارا الوطنية ببنغلاديش
في 26 يونيو عام 2008، اندلع حريق في غابة بحديقة ألاراتشا ببنغلاديش بينما كانت شركة شيفرون تجري مسحا زلزاليا ثلاثي الأبعاد. وصرحت شركة شيفرون أنها لم تكن تقوم بأنشطة في المنطقة التي اندلع فيها الحريق.

### استكشاف الغاز البولندي
شهدت شركة شيفرون احتجاجات تستهدف الشركة من قبل المجتمعات المحلية في جنوب بولندا عندما بدأوا بالتنقيب عن الغاز في المنطقة. كانت شكواهم أن شركة شيفرون لم تقدم جميع المستندات المطلوبة للتنقيب عن الغاز في بولندا، وأن الشركة لم تتعهد بتقاسم نسبة مئوية من الإيرادات مع مالكي الأراضي المحليين.
ينظر مالكو الأراضي في المنطقة إلى أن وجود شيفرون في المنطقة هو أمر سلبي لأنهم قد يضطرون إلى بيع عقاراتهم بتكلفة منخفضة إذا تم اكتشاف الغاز في المنطقة. فإن الكوارث البيئية المحتملة هي مصدر قلق للمزارعين المحليين، ومصدر قلق آخر للسكان لأن المواد الكيميائية المستخدمة في التكسير الهيدروليكي ستتسبب في تلوث المياه.
رفعت شركة شيفرون دعوى ضد بعض المتظاهرين من سورالو ردا على احتجاجهم وتعطيل العمل.
وفقا لخبير الغاز والنفط اندرزج سذكذيسناك، أن أحد الأسباب الرئيسية للاحتجاج هو الاختلاف بين القانون البولندي والأمريكي، حيث يحصل مالكو العقارات في الولايات المتحدة عادة على من 15 إلى 20% من دخل التنقيب عن الغاز.
في بولندا يؤدي اكتشاف الغاز في الممتلكات الخاصة إلى البيع القسري للممتلكات، مع تلقي المالك فقط القيمة السابقة للأرض وعدم وجود نسبة مئوية من عائدات الغاز. هذا نتيجة لقوانين العهد الشيوعي التي عفا عليها الزمن والتي لا تزال في الكتب والتي غالبا ما يتم استغلالها من قبل الحكومات البلدية إذا كان بإمكانها الحصول على دفعة من شركة أكبر.

### اتفاق واحتجاجات الأرجنتين
بعد قرار الحكومة الأرجنتينية في عام 2012 باستعادة السيطرة على شركة واي بي إف أكبر شركة نفط في البلاد، بدأ البحث عن مستثمرين أجانب لاستغلال النفط غير التقليدي.
في عام 2013، وقعت شركة واي بي إف اتفاقية حفر حقل فاكا مويرتا النفطي مع شركة شيفرون، وهو ثاني أكبر حقل احتياطي للغاز الصخري في العالم.
في أغسطس عام 2013، وافق كونجرس مقاطعة نيوكوين على الاتفاقية، بينما احتج ما بين 5000 و 10000 من عمال وطلاب وسكان أصليين خارج المجلس التشريعي. أطلقت الشرطة الرصاص المطاطي على بعض المتظاهرين. ودافع الحاكم خورخي ساباتو عن تصرفات الشرطة فقال كانت المسيرة سلمية بشكل عام، حتى قام حوالي 100 شخص بالانفصال عن البقية ومهاجمة الشرطة وتصرفت الشرطة بجدية واحترافية.

### جائزة عمر العين العامة
في عام 2015، حصلت شركة شيفرون على جائزة لايف تايم للنظرة العامة في دافوس لما وصفه الرعاة بمسؤولية شيفرون عن الكارثة البيئية في الأمازون. استشهدت الشركة بمجموعة عاملين بها أن الشركة غير مسؤولة عن تلوث منطقة الامازون.
علق متحدث رسمي أن الجائزة ليست أكثر من حيلة لصرف الانتباه عن حقيقة الدعوى المرفوعة ضد شركة شيفرون في الإكوادور.و قد ثبت أن الجائزة لا أساس لها وأنها ناتج احتيال غير مسبوق. أشار متحدث رسمي أخر باسم شركة شيفرون إلى أن المحكمة الأمريكية استنتجت أن المحامي المدعي قد ارتكب حيلا عبر البريد أو عبر البرقيات، وغسيل الأموال، والتلاعب بالشهود، وعرقلة سير العدالة. وأن قضية ريكو المثيرة للجدل قيد الاستئناف وانتقدت من قبل جماعات حقوق الإنسان والبيئة.

### الاحتباس الحراري
جادلت شركة شيفرون في خطاب لها أن بموجب قواعد الإفصاح الحالية، يتعين على الشركات الكشف عن المخاطر الجوهرية بما في ذلك مخاطر تغير المناخ، خلال جزء من عملية التشاور مع لجنة الأوراق المالية والبورصات الأمريكية، مشيرة إلى أن نموذج 2015 10-K الخاص به يتضمن مناقشة المخاطر المحتملة للوائح إضافية لانبعاثات غازات الاحتباس الحراري عقب نتيجة اتفاق باريس.
ساهمت شركة شيفرون ب 43.35 مليار طن من مكافئ ثاني أكسيد الكربون منذ عام 1965 في تحليل أجراه معهد محاسبة المناخ.

## شيفرون وألعاب الكمبيوتر
في صيف عام 1992، أنشأت شركة ماكسيس ومبتكرو سلسلة سيم سيتي لألعاب الفيديو قسما داخل الشركة يسمى برنامج محاكاة الأعمال ماكسيس، هو القسم الذي أصبح مسؤولا عن إجراء عمليات محاكاة احترافية جادة تشبه ألعاب ماكسيس.
كان المشروع الأول لمحاكاة الأعمال ماكسيسمن قام بإنشاء لعبة حول مصفاة نفط لشركة شيفرون، وسميت اللعبة في النهاية باسم مصفاة سيم.
نظرا لأن مصافي النفط عبارة عن مصانع معالجة معقدة ، فأرادت شركة شيفرون أن تجعل ماكسيس لعبة مثل سيم سيتي، كأداة تدريب لتعليم الموظفين كيف تعمل مصفاة النفط الخاصة بهم في ريتشموند بكاليفورنيا.
في خريف عام 1992، تم الانتهاء من مصفاة سيم وتسليمها إلى شركة شيفرون. وأشاد متخصصو التدريب في شيفرون بفاعلية تدريب اللعبة، لم يتم استخدام مصفاة سيم على نطاق واسع داخل الشركة وتم إيقافها في النهاية.
في يونيو عام 2020، تم استرداد نسخة عمل من مصفاة سيم وتحميلها على أرشيف الإنترنت، مما أعطى الجمهور الفرصة لأول مرة للعب اللعبة التاريخية.

## وصلات خارجية
- الموقع الرسمي

لا توجد روابط لمواقع التواصل الاجتماعي.